# Dali Ndreu
Dali Ndreu (Sllova, 1912 – ?, 1956. november 22. után) albán katonatiszt, kommunista politikus. A második világháború során, 1943-tól a Nemzeti Felszabadítási Hadsereg vezérkari tábornoka volt. Feleségével, Liri Gegával együtt 1956 nyarán koholt politikai vádakkal letartóztatták, majd kivégezték.

## Életútja
Családjában hagyománya volt a fegyverforgatásnak: apja, Isuf Ndreu az 1910-es években az ország függetlenségéért, majd az 1920-as években Amet Zogu kiépülő hatalma ellen viselt fegyvert. Nagybátyja, Elez Isufi volt ez utóbbi felkelések egyik vezéralakja. Alapiskoláit szűkebb pártiájában, Dibrában végezte el, majd Tiranában előbb műszaki tanulmányokat folytatott, 1931-ben pedig a katonai akadémia tüzértiszti képzését fejezte be. Ezt követően hadnagyi rangban előbb Përmet vidékén, majd 1933-ig a Koszovó hadosztályban teljesített szolgálatot. Katonai pályafutásával párhuzamosan a politika iránt is érdeklődni kezdett, és 1935-ben részt vett a Zogu-ellenes fieri felkelésben. Megtorlásul megfosztották rangfokozatától, és rövid időre börtönbe vetették. Szabadulását követően Olaszországba távozott, ahol a Firenzei Egyetem közgazdaság-tudományi karán képezte tovább magát.
A második világháború kitörését követően hazatért Albániába, és csatlakozott az ellenállási mozgalomhoz, 1941 végén pedig belépett az akkor alakult Albán Kommunista Párt soraiba. 1942 áprilisában partizáncsapatot szervezett szülőfalujában, és az élére állva folytatta a fegyveres harcot az Albániát megszálló olasz csapatok ellen. A kommunista hátterű Nemzeti Felszabadítási Mozgalom 1943. július 4–10-ei második labinoti konferenciáján Spiro Moisiu vezérkari főnök helyetteseként bekerült a Nemzeti Felszabadítási Hadsereg vezérkarába. A későbbiekben is tovább harcolt az ország felszabadításáért, előbb mint a Nemzeti Felszabadítási Hadsereg 1. hadosztályának parancsnoka – ahol helyettese a későbbi miniszterelnök, Mehmet Shehu volt –, majd mint az 1944 májusában szervezett rohambrigádok parancsnoka. Emberei élén 1944. július 29-én ő szabadította fel az északkelet-albániai Peshkopia városát, majd innen irányította a későbbi dibrai hadműveleteket, valamint Kukës, Tropoja, Lezha és Shkodra felszabadítását. 1944-től két cikluson át az albán nemzetgyűlés képviselője volt, de politikai-katonai karrierje nem teljesedhetett ki, miután feleségét, Liri Gegát az 1944-es berati pártkongresszuson a pártvezetéssel szemben megfogalmazott bírálatai miatt kizárták a párt vezető szervezeteiből.
Az Albán Munkapárt III. kongresszusát előkészítő 1956. áprilisi tiranai pártgyűlésen a pártvezetéssel szemben megfogalmazott bírálatok hangzottak el. A konferenciát követően megtorlásokra került sor, melyek során előbb 1956. július 10-én – a pártból már 1944-ben kizárt, így értelemszerűen a tiranai pártgyűlésen részt sem vett – Liri Gegát, majd augusztus 10-én férjét, Dali Ndreut is letartóztatták. Többekkel együtt az államhatalom elleni szervezkedéssel, a tiranai pártkonferenciára időzített államellenes propagandatevékenység fokozásával, a titói Jugoszláviának való kémkedéssel és a Jugoszláviába szökés kísérletével vádolták meg őket. Noha a szovjet pártfőtitkár, Nyikita Hruscsov felháborodva követelte Gega és Ndreu szabadon engedését, a magyar forradalom hírére a párfőtitkár Enver Hoxha jobbnak látta kemény kézzel példát statuálni. 1956. november 20-án a párt a nyilvánosságnak is beszámolt az „idegen hatalom zsoldjában álló kémek” leleplezéséről, két nappal később, november 22-én pedig – harmadik vádlott-társukkal, Petro Bullatival együtt – halálra ítélték, majd kivégezték őket. A kétgyermekes házaspár személyes tragédiáját növeli, hogy Liri Gega kivégzése idején várandós volt. Az 1991-es rendszerváltást követően a Ndreu házaspár gyermekei minden követ megmozgattak, hogy szüleik sírját megtalálják, de nem jártak sikerrel.